# Universo Cinematográfico Marvel: Fase Dois
A Fase Dois do Universo Cinematográfico da Marvel (MCU) é uma série de filmes de super-heróis americanos produzidos pela Marvel Studios com base em personagens que aparecem em publicações da Marvel Comics. A fase começou em 2013 com o lançamento de Iron Man 3 e foi concluída em 2015 com o lançamento de Ant-Man. Kevin Feige produziu todos os filmes da fase. Os seis filmes da fase arrecadaram mais de 5,2 bilhões de dólares nas bilheterias globais e receberam uma crítica geral positiva e uma resposta pública.
Chris Evans apareceu mais na fase, estrelando ou fazendo aparições em quatro filmes da Fase Dois. A Marvel Studios criou dois curtas-metragens para o Marvel One-Shots, para expandir o MCU, enquanto cada um dos filmes recebeu adaptações de histórias em quadrinhos. Iron Man 3, Thor: The Dark World e Captain America: The Winter Soldier também receberam jogos eletrônicos, enquanto Lego Marvel's Avengers também foi lançado, que adaptou o enredo de vários filmes da franquia. A Fase Dois, junto com a Fase Um e a Fase Três, constituem a Saga do Infinito.

## Desenvolvimento
Após o lançamento de Iron Man 2 (2010), o tempo e o arranjo de distribuição de um possível terceiro filme do Homem de Ferro foram questionados após um conflito entre a Paramount Pictures, a distribuidora de filmes anteriores do Marvel Studios, incluindo os dois primeiros filmes do Homem de Ferro, e The Walt Disney Company, a então nova controladora corporativa da Marvel Entertainment. Em 18 de outubro de 2010, a Walt Disney Studios concordou em pagar à Paramount pelo menos 115 milhões de dóalres pelos direitos de distribuição mundial do Iron Man 3 (2013). Em outubro seguinte, o presidente da Marvel Studios, Kevin Feige, disse que o estúdio estava começando a olhar para os filmes da segunda "fase" do Universo Cinematográfico da Marvel (MCU), que começaria com Iron Man 3 e culminaria em uma sequência de The Avengers (2012). Feige anunciou a lista completa dos filmes da Fase Dois na San Diego Comic-Con em julho de 2012: Iron Man 3, Thor: The Dark World (2013), Captain America: The Winter Soldier (2014), Guardians of the Galaxy (2014), e Avengers: Age of Ultron (2015). Em janeiro de 2013, Feige afirmou que Ant-Man (2015) seria o início da Fase Três, mas posteriormente revelou que isso havia mudado e Ant-Man seria na verdade o filme final da Fase Dois.
Em agosto de 2012, a Marvel assinou com Joss Whedon um contrato exclusivo até junho de 2015 para cinema e televisão. Com o acordo, Whedon iria "contribuir criativamente" na Fase Dois do MCU e desenvolver a primeira série de televisão ambientada no universo. Em março de 2013, Whedon ampliou suas responsabilidades de consultoria, dizendo que "leria os roteiros e assistiria aos cortes, conversaria com os diretores e escritores e daria minha opinião", enquanto também escrevia o material, se necessário. Uma vez que a história de Avengers: Age of Ultron foi aprovada, Whedon e Marvel Studios foram capazes de examinar os outros filmes da Fase para "realmente apresentar" para que as coisas pudessem ser ajustadas entre os filmes. Apesar disso, Whedon não queria ficar em dívida com os outros filmes da Fase Dois porque queria que as pessoas pudessem assistir Age of Ultron que não tinham visto os outros filmes MCU desde The Avengers. Ele também descobriu que trabalhar na televisão e fazer roteiros era "ótimo campo de treinamento para lidar com isso... porque você recebe um monte de peças e diz para fazê-las caber - mesmo que não funcionem".
Um novo logotipo da Marvel Studios foi criado pela Imaginary Forces para Thor: The Dark World, apresentando uma trilha composta pelo compositor de The Dark World, Brian Tyler. Feige explicou que um novo logotipo foi encomendado para Thor: The Dark World, já que foi o primeiro filme da Marvel Studios a não ter um logotipo de distribuidor devido à aquisição do estúdio pela Disney.

## Filmes
| Filme                               | Data de lançamento     | Diretor(es)         | Roteirista(s)                                             | Produtor(es) |
| ----------------------------------- | ---------------------- | ------------------- | --------------------------------------------------------- | ------------ |
| Iron Man 3                          | 03 de maio de 2013     | Shane Black         | Drew Pearce e Shane Black                                 | Kevin Feige  |
| Thor: The Dark World                | 08 de novembro de 2013 | Alan Taylor         | Christopher L. Yost, Christopher Markus e Stephen McFeely | Kevin Feige  |
| Captain America: The Winter Soldier | 04 de abril de 2014    | Anthony e Joe Russo | Christopher Markus e Stephen McFeely                      | Kevin Feige  |
| Guardians of the Galaxy             | 01 de agosto de 2014   | James Gunn          | James Gunn e Nicole Perlman                               | Kevin Feige  |
| Avengers: Age of Ultron             | 01 de maio de 2015     | Joss Whedon         | Joss Whedon                                               | Kevin Feige  |
| Ant-Man                             | 17 de julho de 2015    | Peyton Reed         | Edgar Wright, Joe Cornish, Adam McKay e Paul Rudd         | Kevin Feige  |

### Homem de Ferro 3(2013)

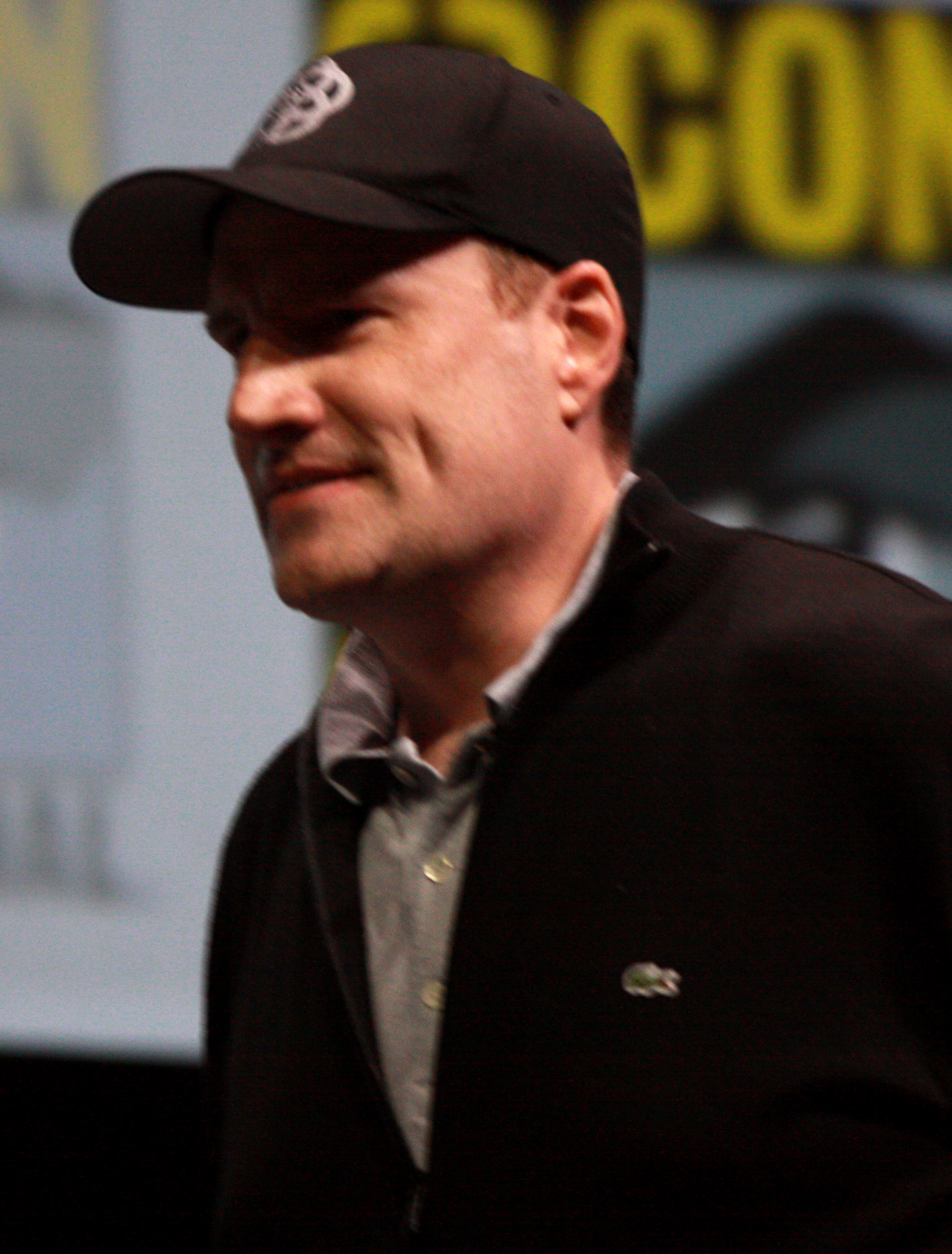
Kevin Feige tem produzido todos os filmes no Universo Cinematográfico Marvel

Enquanto sofre de transtorno de estresse pós-traumático causado pelos incidentes de The Avengers, Tony Stark investiga uma organização terrorista liderada pelo misterioso Mandarim.
Em dezembro de 2010 Favreau revelou que não iria dirigir o terceiro filme do Homem de Ferro, apenas produzir e interpretar o segurança Happy Hogan. Shane Black assinou para dirigir em fevereiro de 2011,  além de escrever com a ajuda de Drew Pearce, que a Marvel havia contratado antes para um filme dos Fugitivos. Com um enredo baseado na história Extremis, foi filmado na Carolina do Norte, China, Flórida e Califórnia em 2012. Mark Ruffalo faz uma aparição como Bruce Banner na cena pós-créditos, que o ator revelou como uma adição de última hora após Downey convidá-lo na festa dos Oscars.

### Thor: O Mundo Sombrio(2013)
Uma série de portais interdimensionais reúnem Thor e sua namorada Jane Foster, que foi contaminada por uma força misteriosa. Eventualmente se descobre que tal força faz parte dos planos do elfo negro Malekith para destruir o universo, uma ameaça que força Thor a pedir a assistência de um aprisionado Loki.
A produção de Thor: The Dark World começou em abril de 2011, quando o produtor Kevin Feige anunciou planos para uma sequência acompanhando a linha do tempo com The Avengers. Em julho de 2011, Kenneth Branagh, o diretor do primeiro filme, Thor, se afastou do projeto. Brian Kirk e Patty Jenkins foram considerados para dirigir o filme antes de Alan Taylor ser contratado em janeiro de 2012. A contratação do elenco foi encerrada em agosto de 2012, com a contratação de Eccleston, Dennings e Akinnuoye-Agbaje. A filmagem principal começou em Surrey, Inglaterra, com as filmagens continuando na Islândia e em Londres, tendo sido encerradas em dezembro de 2012. Thor: The Dark World foi convertido para 3D na pós-produção, e lançado nos cinemas em novembro de 2013.

### Capitão América 2: O Soldado Invernal(2014)
Capitão América se une à Viúva Negra e ao Falcão para desvendar uma conspiração dentro da S.H.I.E.L.D., que inclui a participação de um assassino conhecido por Soldado Invernal.
Os roteiristas Christopher Markus e Stephen McFeely, disseram em abril de 2011 que haviam começado a escrever uma sequência para a Marvel Studios. Em junho de 2011, McFeely disse em uma entrevista: "A história provavelmente será nos dias de hoje. Nós estamos experimentando como recapitular mais elementos do período da Segunda Guerra Mundial. Não posso dizer muito mais do que isso, mas nós o fizemos grande o suficiente para se referir a mais histórias do passado" McFeely explicou mais tarde que os primeiros meses de escrita iam e voltavam o processo com a Marvel, mas que depois um esboço foi terminado no final daquele ano, a história não mudou muito. Em setembro de 2011, Chris Evans, disse que o segundo filme não poderia ser liberada até 2014 Dirigido pelos irmãos Anthony e Joe Russo, o filme foi lançado em abril de 2014.

### Guardiões da Galáxia(2014)
O mercenário Peter Quill se une a um grupo de extraterrestres para tentar impedir o maligno Ronan de usar uma poderosa orbe para destruir uma civilização rival.
A Marvel Studios anunciou que estava desenvolvendo um filme dos Guardians of the Galaxy em Julho de 2012. O diretor e roteirista do filme é James Gunn. Em Agosto de 2012, Chris McCoy foi contratado para reescrever o roteiro. No entanto, ele não recebeu créditos de produção no primeiro lançamento à imprensa em Julho de 2013. Em Fevereiro de 2013, Chris Pratt entrou para o elenco como personagem principal, como Peter Quill. Thanos tem breve aparição interpretado por Josh Brolin, aludindo a uma futura participação no terceiro Vingadores.
O longa foi filmado no Shepperton Studios e em Londres de Julho a Outubro de 2013. O filme estreou em 12 de Julho de 2014 em Singapura. Guardians of the Galaxy estreou no Reino Unido e no Brasil em 31 de Julho e na América do Norte em 1 de Agosto.

### Vingadores: Era de Ultron(2015)

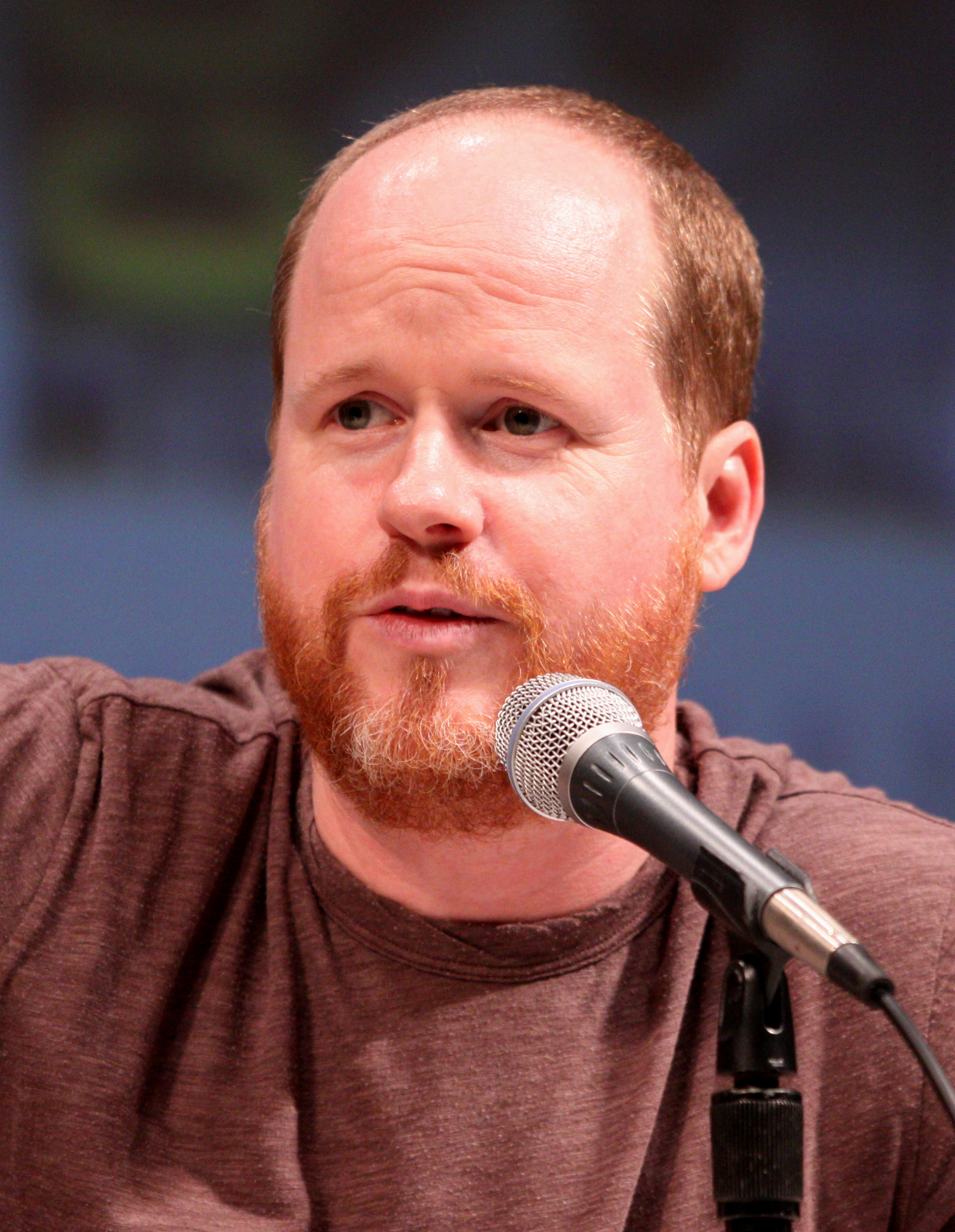
Joss Whedon, roteirista e diretor de The Avengers e Avengers: Age of Ultron

Os Vingadores se reencontram para enfrentar Ultron, uma inteligência artificial criada por Tony Stark que planeja a extinção humana. No caminho encontram os gêmeos superpoderosos Pietro e Wanda Maximoff, e um andróide criado por Ultron, Visão.
Pouco após o lançamento de Os Vingadores, a Disney anunciou uma continuação, e em Agosto de 2012, Joss Whedon assinou para novamente escrever e dirigir. Apesar da 20th Century Fox reter os direitos dos X-Men, a Marvel conseguiu um acordo para que Whedon incluísse no filme Mercúrio e Feiticeira Escarlate, membros dos  Vingadores nos quadrinhos, desde que não se aludisse aos gêmeos serem Mutantes e filhos de Magneto. Filmagens ocorreram entre fevereiro e agosto de 2014 na África do Sul, Inglaterra, Itália e Coreia do Sul. O filme lançou em Maio de 2015.

### Homem-Formiga(2015)
Dr. Hank Pym, o inventor da fórmula/ traje que permite o encolhimento, anos depois da descoberta, precisa impedir que seu ex-pupilo Darren Cross, consiga replicar o feito e vender a tecnologia para uma organização do mal. Depois de sair da cadeia, o trambiqueiro Scott Lang  está disposto a reconquistar o respeito da ex-mulher, Maggie e, principalmente, da filha. Com dificuldades de arrumar um emprego honesto, ele aceita praticar um último golpe. O que ele não sabia era que tudo não passava de um plano do Dr. Pym que, depois de anos observando o hábil ladrão, o escolhe para vestir o traje do Homem-Formiga.
Um filme do Homem-Formiga foi anunciado em 2013 como o início da Fase 3. Porém no ano seguinte a Marvel anunciou que Ant-Man, a ser lançado seis meses depois de Age of Ultron, na verdade concluiria a Fase 2. Edgar Wright era o diretor original da produção antes de sair em maio de 2014 por diferenças criativas, sendo substituído por Peyton Reed. O filme incluiu os dois personagens que encarnaram o herói nos quadrinhos, com o cientista Henry Pym (Michael Douglas) sendo mentor do ladrão Scott Lang (Paul Rudd).

## Recepção

### Bilheterias
| Filme                               | Data de lançamento nos EUA | Arrecadação          | Arrecadação            | Arrecadação    | Ranking geral | Ranking geral | Orçamento     | Ref.   |
| Filme                               | Data de lançamento nos EUA | Bilheteria doméstica | Bilheteria no exterior | Total          | EUA e Canadá  | Mundial       | Orçamento     | Ref.   |
| ----------------------------------- | -------------------------- | -------------------- | ---------------------- | -------------- | ------------- | ------------- | ------------- | ------ |
| Iron Man 3                          | 3 de maio de 2013          | $409,013,994         | $805,797,258           | $1,214,811,252 | 32            | 20            | $200 milhões  | [ 47 ] |
| Thor: The Dark World                | 8 de novembro de 2013      | $206,362,140         | $438,421,000           | $644,783,140   | 204           | 142           | $170 milhões  | [ 48 ] |
| Captain America: The Winter Soldier | 4 de abril de 2014         | $259,766,572         | $454,654,931           | $714,421,503   | 119           | 117           | $170 milhões  | [ 49 ] |
| Guardians of the Galaxy             | 1 de agosto de 2014        | $333,176,600         | $439,600,000           | $772,776,600   | 66            | 100           | $170 milhões  | [ 50 ] |
| Avengers: Age of Ultron             | 1 de maio de 2015          | $459,005,868         | $943,800,000           | $1,402,805,868 | 20            | 11            | $250 milhões  | [ 51 ] |
| Ant-Man                             | 17 de julho de 2015        | $180,202,163         | $339,109,802           | $519,311,965   | 255           | 209           | $130 milhões  | [ 52 ] |
| Total                               | Total                      | $1,847,527,337       | $3,421,384,576         | $5,268,911,913 | -             | -             | $1.179 bilhão |        |

### Recepção da Crítica
| Filme                               | Rotten Tomatoes    | Metacritic       |
| ----------------------------------- | ------------------ | ---------------- |
| Iron Man 3                          | 79% (325 críticas) | 62 (44 críticas) |
| Thor: The Dark World                | 66% (282 críticas) | 54 (44 críticas) |
| Captain America: The Winter Soldier | 90% (304 críticas) | 70 (48 críticas) |
| Guardians of the Galaxy             | 92% (330 críticas) | 76 (53 críticas) |
| Avengers: Age of Ultron             | 75% (371 críticas) | 66 (49 críticas) |
| Ant-Man                             | 82% (331 críticas) | 64 (44 críticas) |